# Dudleya nesiotica
Dudleya nesiotica là một loài thực vật có hoa trong họ Crassulaceae. Loài này được (Moran) Moran miêu tả khoa học đầu tiên năm 1953.